# Bifana
Une bifana est un petit sandwich typique du Portugal.

## Origine du mets
La bifana vient du sud du Portugal et plus précisément dans la région d'Alentejo dans la ville de Vendas Novas. C'est le sandwich typique du Portugal, il se mange en toute occasion et de façon très variée. 
Il a été créé il y a maintenant plus de trente ans. En effet, les bifanas sont appréciées dans tout le pays et elles bénéficient même d'une marque déposée en 2011: "Bifanas de Vendas Novas". 

## Préparation
La bifana est préparée à partir de fines tranches d'escalopes de porc imprégnées d'une marinade de vin blanc, de paprika, d'huile d'olive et de beaucoup d'ail.
La viande ainsi marinée est insérée dans un pain typique portugais, généralement du papo seco, créant l'un des sandwichs préférés du Portugal. L'ensemble est ensuite arrosé de jus de cuisson et servi le plus souvent avec de la moutarde ou de la sauce épicée. 

## Dégustation
La bifana se mange très généralement chaude et avec les mains lors des marchés, dans les petits restaurants, dans les cafés, pendant les fêtes de village ou encore à manifestations festives populaires.
On peut trouver ce sandwich dans tout le Portugal, préparé parfois de manières différentes mais contenant toujours les aliments principaux.